# B.Mallenahalli, Nagamangala
B.Mallenahalli là một làng thuộc tehsil Nagamangala, huyện Mandya, bang Karnataka, Ấn Độ.